# Aihou (Ort)
Aihou ist eine osttimoresische Siedlung im Suco Aituto (Verwaltungsamt Maubisse, Gemeinde Ainaro).

## Geographie
Die Gebäude des Dorfes Aihou bilden keine geschlossene Siedlung, sondern verteilen sich im Nordwesten der Aldeia Aihou, auf einer Meereshöhe von 1717 m, entweder entlang der Überlandstraßen von Maubisse nach Ainaro oder verstreut nördlich der Straße. Das Ortszentrum liegt an der Straße an der Westgrenze der Aldeia. Folgt man der Straße nach Südosten, kommt man zum Nachbardorf Flisac. Nach Nordwesten gelangt man in den Nachbar-Suco Horai-Quic und der Siedlung Erlihun. Nördlich befinden sich die Dörfer Manosahe und Kolohunu.